# Сысоев, Виктор Андреевич
Виктор Андреевич Сысоев (27 сентября 1942, Тамбов — 20 октября 2024, там же) — директор Тамбовского областного Дворца пионеров и школьников с 1971 по 2008 год, народный депутат СССР (1989—1991).
Окончил Тамбовский государственный педагогический институт. Работал заведующим отделом Октябрьского райкома ВЛКСМ, вожатым Всероссийского пионерского лагеря «Орлёнок» в Краснодарском крае, инструктором Тамбовского обкома комсомола.
С 1971 по 2008 год директор Тамбовского областного Дворца пионеров и школьников.
На протяжении 26 лет являлся членом Центрального Совета Всесоюзной пионерской организации имени В. И. Ленина, дважды избирался делегатом съезда работников образования СССР.
В 1989 году избран народным депутатом СССР от ВЛКСМ, член комитета по образованию, культуре и науке.
Заслуженный работник культуры РСФСР. Награждён орденом «Знак Почёта», медалью ордена «За заслуги перед Отечеством» 2-й степени